# 国家智慧教育公共服务平台
国家智慧教育公共服务平台是由中华人民共和国教育部推出的一款网络教育平台，其包括国家中小学智慧教育平台、国家职业教育智慧教育平台、国家高等教育智慧教育平台等

## 主要部分

### 国家中小学智慧教育平台（简称：智慧中小学）
国家中小学智慧教育平台主要包括从小学一年级到高中三年级的所有课程内容及教材，还另外增设了面向此类学生的德育教育、家庭教育、课后服务，以及面向教师的备课材料及学科研修等

### 国家职业教育智慧教育平台（简称：智慧职教）
国家职业教育智慧教育平台面向中职及高职学生提供基础课，专业课教材、课程，以及一些专业课的模拟教学，由于其特性，还有“工匠风采”等一系列涉及职业教育的访谈、案例

### 国家高等教育智慧教育平台
主要功能与前者基本相同，但针对高等教育阶段实际，还增设了各专业的虚拟仿真实验，以及研究生教育相关内容